# Capsala maculata
Capsala maculata är en plattmaskart. Capsala maculata ingår i släktet Capsala och familjen Capsalidae. Inga underarter finns listade i Catalogue of Life.